# Mærsk Tårnet
 Ikke at forveksle med Marsk Tårnet.
Mærsk Tårnet (tidligere Mærsk Bygningen) er en 15 etager høj tilbygning til Panum-bygningen på Nørrebro i København, der indviedes den 18. januar 2017 af Dronning Margrethe II.
Den hører under Københavns Universitets sundhedsvidenskabelige fakultet, beliggende på Blegdamsvej 3B, og er opført som et internationalt center for forskning og undervisning i sundhed og livsstilssygdomme.
Bygningen udgør 42.700 etagemeter, og for at gøre plads til byggeriet blev der revet 7.700 m² ned af den oprindelige Panum-bygning. Af det samlede etageareal optager laboratorier, kontorer og fællesfaciliteter 24.700 m². Den samlede byggesum udgør 1,5 mia. kr., hvoraf A.P. Møllerfonden bidrager med 600 mio. kr. plus 125 mio. kr. til inventar.
Bygningen er tegnet af Arkitektfirmaet C. F. Møller, som også var totalrådgiver på projektet. Basen for højhuset består af fire lave bygninger, som sammen danner en stjernekomposition. I disse bygninger er indrettet auditorier, undervisningslokaler, kantine, konferencerum, café og boghandel. Facaden er bygget op som en grid-struktur af etagehøje vinduesskår, som fremhæver bygningens organiske form. Ingeniør på byggeriet var Rambøll. I sin positive anmeldelse af byggeriet skriver Politikens arkitekturkritiker Karsten R. S. Ifversen bl.a. "Man kan se den langt væk, og den er med sit dybe relief, afrundede hjørner og trekantede grundplan blevet et ret visuelt indtagende fikspunkt at bevæge sig omkring".
Omkring bygningskomplekset har SLA Landskabsarkitekter skabt et parkanlæg med gang- og cykelstier, en boldbane, haverum og siddemuligheder.
På 15. etage er der et offentligt tilgængeligt udsigtsområde.
Bygningens navn er et eksempel på særskrivning.